# Enginyeria electrònica

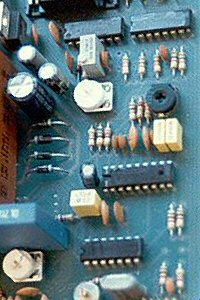
Fotografia d'un dispositiu electrònic

L'enginyeria electrònica és el conjunt de coneixements tècnics, tant teòrics com pràctics que tenen per objectiu l'aplicació de la tecnologia electrònica per a la resolució de problemes pràctics.
L'electrònica és una branca de la física que estudia el comportament de les càrregues elèctriques en els diferents materials i elements com els semiconductors. L'enginyeria electrònica és l'aplicació pràctica de l'electrònica, incorpora, a més dels coneixements teòrics i científics, altres de tipus tècnic i pràctic sobre els semiconductors així com sobre molts dispositius elèctrics a més d'altres camps del saber humà com serien el dibuix i les tècniques de planificació entre d'altres. Entre l'enginyeria electrònica i l'enginyeria elèctrica existeixen similituds fonamentals, car ambdues tenen com a base d'estudi el fenomen elèctric. No obstant això la primera s'especialitza en circuits de baix voltatge, com ara els semiconductors que tenen com a component fonamental el transistor, o el comportament de les càrregues en el buit com en el cas de les velles vàlvules termoiòniques i l'enginyeria elèctrica s'especialitza en circuits elèctrics d'alt voltatge com per exemple les línies de transmissió i les estacions elèctriques. Ambdues enginyeries posseeixen aspectes comuns com els fonaments matemàtics i físics, la teoria de circuits, l'estudi de l'electromagnetisme i la planificació de projectes. En diversos països, especialment els EUA, l'enginyeria electrònica es considera com una branca que està lligada a l'enginyeria elèctrica.
L'Enginyer electrònic és la persona que ha realitzat estudis professionals d'aquesta enginyeria.

## Història
Els experiments de diferents científics a final del segle xix i principi del xx sobre els fenòmens elèctrics i electromagnètics van posar les bases per al que poc temps després va esdevenir una nova especialitat, primer de la física, i seguidament de l'enginyeria. El 1884 Thomas Alva Edison durant els seus treballs per a millorar la bombeta d'incandescència va observar el fenomen termoiònic, fenomen que duu el seu nom. Aquest fet va donar lloc a la primera vàlvula electrònica i al naixement de la nova enginyeria. Aquesta primera vàlvula va ser un díode. El 1907, mentre intentava de perfeccionar el receptor de telègraf, Lee de Forest va afegir una reixeta entre el càtode i l'ànode d'un díode. Amb aquest afegit podia controlar el corrent que passava entre les plaques del díode, el nou element va rebre el nom de tríode i fou la base de l'electrònica moderna. Fins al naixement dels transistors, i fins i tot molt temps després, s'han utilitzat les vàlvules de buit o termoiòniques als circuits electrònics. Avui dia encara es manté viu un element d'aquesta tecnologia com és el tub de raigs catòdics, que s'utilitza per a les pantalles de televisió i altres terminals gràfics. Però a poc a poc està substituït per altres tecnologies de pantalles com les basades en LCD o plasma.
El naixement del transistor cap a final de la dècada dels anys 50 del segle xx va revolucionar l'electrònica, i com a tercera fase d'aquest desenvolupament hi ha la tecnologia de circuits integrats, que també és coneguda sota el nom de Xips.

## Camp d'aplicació de l'electrònica
Les àrees específiques a les quals l'Enginyer Electrònic pot contribuir a desenvolupar es resumeixen en:
- Ordinadors o electrònica digital: L'automatització creixent de sistemes i processos comporta necessàriament la utilització eficient de les computadores u ordinadors digitals. Els camps típics d'aquest enginyer són: xarxes d'ordinadors, sistemes operatius i disseny de sistemes basat en microprocessadors, el que implica dissenyar programes i sistemes basats en components electrònics. Entre les empreses relacionades amb aquests aspectes es troben aquelles que subministren equips i desenvolupen projectes computacionals i les empreses i institucions de serveis.

- Control de Processos Industrials: L'activitat de l'enginyer especialista en control se centra aquí en la planificació, disseny, supervisió i explotació de sistemes de control automàtic en línies de muntatge i processos i de sistemes industrials. Com a exemple d'empreses que requereixen els serveis d'aquests professionals es poden esmentar les mineres, les de polpa i paper, les pesqueres, les tèxtils, les de manufactures, etc. El control automàtic modern empra de manera intensiva i creixent ordinadors en variats esquemes. Així mateix, la disciplina inclou sistemes de tipus no convencional com ara robòtica, sistemes experts, sistemes neuronals, sistemes difusos, sistemes artificials evolutius i altres tipus de control avançat.

- Electrònica Industrial: La utilització eficient de l'energia requereix la planificació, disseny i administració dels sistemes d'instrumentació, automatització i control de l'energia elèctrica en una gran diversitat de processos entre els quals destaquen els relacionats amb empreses papereres, pesqueres, mineria, indústries manufactureres i empreses de serveis.

- Telecomunicacions: El processament i transmissió massiva de la informació requereix la planificació, disseny i administració dels sistemes de radiodifusió, televisió, telefonia, xarxes informàtiques, xarxes de fibra òptica, les xarxes de satèl·lits i en forma cada vegada més significativa els sistemes de comunicació sense fil, com la telefonia cel·lular, WiFi o WIMAX.

## Enginyeria de components
Gran part del procés de producció a les empreses d'electricitat i electrònica està relacionat amb el disseny de circuits. En aquest procés és de gran importància un coneixement especialitzat dels components electrònics, això ha donat lloc a una especialitat dintre de l'enginyeria electrònica denominada enginyeria de components.
En aquesta especialitat l'enginyer haurà d'encarregar-se d'una sèrie de funcions entre les quals hom pot destacar les següents:
- Assessorar els dissenyadors: Per a això haurà de tenir coneixements profunds sobre components tant a nivell teòric com pràctic. A més haurà d'estar constantment al dia per a conèixer les novetats del mercat així com les seves tendències.
- Redactar normes: Relacionades amb la manipulació dels components des que entren a l'empresa fins que passen a la cadena de muntatge.
- Elaborar llistes de components preferits.
- Seleccionar components: Haurà de triar entre la llista de preferits i si no hi és dur a terme un estudi de possibles candidats. Amb això hom busca millorar els dissenys.
- Relacionar-se amb els proveïdors: Per a resoldre problemes tècnics o de qualsevol altre tipus.

A l'enginyeria de components es té en compte els materials emprats així com els processos de fabricació, per això l'enginyer haurà de tenir-ne coneixements.